# Figulus interruptus
Figulus interruptus es una especie de coleóptero de la familia Lucanidae.

## Distribución geográfica
Habita en Sri Lanka.